# Michael Townley
Michael Townley, född 5 december 1942 i Waterloo, Iowa, är en amerikansk medborgare som är bosatt i USA under federalt vittnesskydd.
Townley var agent för Central Intelligence Agency (CIA) och arbetade med den chilenska underrättelsetjänsten, DINA. Han erkände, dömdes för, och avtjänade straff i USA för mordet på Orlando Letelier, den tidigare chilenska ambassadören i USA. Han skall ha samarbetat med den italienska fascisten Stefano Delle Chiaie flera gånger under 1970-talet. Townley fick immunitet från ytterligare rättsförfarande, och sändes därför inte till Argentina för att ställas inför rätta för mordet på den chilenska generalen Carlos Prats och dennes hustru.
Townley dömdes in absentia av en italiensk domstol för mordförsöket på Bernardo Leighton 1975 i Rom. 